# Kuzayyurt, Delice
Kuzayyurt là một xã thuộc huyện Delice, tỉnh Kırıkkale, Thổ Nhĩ Kỳ. Dân số thời điểm năm 2010 là 84 người.